# Bảo Cường
Bảo Cường là một xã cũ thuộc huyện Định Hóa, tỉnh Thái Nguyên, Việt Nam.

## Địa lý
Xã Bảo Cường nằm ở trung tâm huyện Định Hóa, có vị trí địa lý:
- Phía đông giáp thị trấn Chợ Chu và xã Phượng Tiến
- Phía tây giáp xã Đồng Thịnh
- Phía nam giáp xã Trung Hội
- Phía bắc giáp xã Phúc Chu.

Xã Bảo Cường có diện tích 8,67 km², dân số năm 1999 là 3.726 người, mật độ dân số đạt 430 người/km².
Năm 2024, sáp nhập toàn bộ 9,55 km² và 4.824 người của xã Bảo Cường vào thị trấn Chợ Chu.
Xã Bảo Cường có tuyến tỉnh lộ 268, là tuyến đường bắt đầu từ Km 31 (Quốc lộ 3) qua trung tâm huyện đến huyện Chợ Đồn (Bắc Kạn) đi qua và là cửa ngõ phía nam của thị trấn Chợ Chu. Trên địa bàn xã có một số khe suối nhỏ đổ ra sông Chợ Chu.

## Lịch sử
Sau năm 1975, Bảo Cường là một xã thuộc huyện Định Hóa.
Đến năm 2019, xã Bảo Cường được chia thành 16 xóm: Làng Mạ, Thanh Cường, Nà Lai, Bãi Hội, Bãi Lềnh, Cắm Xưởng, Cốc Lùng, Nà Linh, Đồng Màn, Tân Thành, Làng Mới, Khấu Bảo, Thâm Tý, Đồng Tủm, Làng Chùa 1, Làng Chùa 2.
Ngày 11 tháng 12 năm 2019, sáp nhập hai xóm Làng Chùa 1 và Làng Chùa 2 thành xóm Làng Chùa, sáp nhập xóm Đồng Tủm vào xóm Thâm Tý, sáp nhập xóm Làng Mới vào xóm Khấu Bảo, sáp nhập xóm Tân Thành vào xóm Đồng Màn, sáp nhập xóm Nà Linh vào xóm Cốc Lùng, sáp nhập hai xóm Bãi Lềnh và Cắm Xưởng thành xóm Bãi Lềnh Cắm Xưởng, sáp nhập hai xóm Nà Lai và Thanh Cường vào xóm Bãi Hội.

## Hành chính
Xã Bảo Cường được chia thành 8 xóm: Bãi Hội, Bãi Lềnh Cắm Xưởng, Cốc Lùng, Đồng Màn, Khấu Bảo, Làng Chùa, Làng Mạ, Thâm Tý.

## Kinh tế - xã hội
Bảo Cường là một xã nằm trong chương trình 135 của chính phủ Việt Nam, xã đã được đầu tư 4 đập nước đầu mối kết hợp với 20 km kênh tưới tiêu, 4 khe rạch dồn nước từ nguồn vốn 135, đã mang lại nguồn nước tưới, tiêu ổn định hơn 400 ha đồng ruộng. Hơn 25 km đường do xã quản lý đều được rải nhựa hoặc rải cấp phối tạo điều kiện giao thông thuận lợi, cây cầu treo Làng Mạ là huyết mạch nối xóm Làng Mạ với trung tâm xã.